# Prix Joe-Shuster
Les prix Joe-Shuster sont des prix de bande dessinée annuels remis à des auteurs canadiens de 2005 à 2022 par un jury issu de la Canadian Comic Book Creator Awards Association.
Récompensant des œuvres publiées l'année précédant la cérémonie, ces prix tirent leur nom du co-créateur de Superman Joe Shuster, né au Canada.
En 2021, les prix Joe-Shuster pour des œuvres publiées en 2020 ne sont pas décernés, les lauréats n'étant annoncés avec retard qu'en avril 2022. Ils n'ont plus été décernés depuis, bien que Kevin A. Boyd, l'un des cofondateurs du prix, ait annoncé en 2024 espérer pouvoir reprendre le prix un jour.

## Lauréats
Les productions créées en français sont signalées par un drapeau québécois ().

### Auteur
| Année | Auteur             | Titre                                                   | Maison d'édition      |
| ----- | ------------------ | ------------------------------------------------------- | --------------------- |
| 2005  | Darwyn Cooke       | La Nouvelle Frontière (DC: The New Frontier)            | DC Comics             |
| 2006  | Bryan Lee O'Malley | Scott Pilgrim t. 2                                      | Oni Press             |
| 2007  | Darwyn Cooke       | The Spirit no 1                                         | DC Comics             |
| 2008  | Jeff Lemire        | Essex County n°1-2                                      | Top Shelf             |
| 2009  | Dave Sim           | Glamourpuss n°1-2 et Judenhass                          | Aardvark-Vanaheim     |
| 2010  | Michel Rabagliati  | Paul t. 6 : Paul à Québec ()                            | La Pastèque           |
| 2011  | Tin Can Forest     | Baba Yaga and the Wolf                                  | Koyama Press          |
| 2012  | Ramón K. Pérez     | Jim Henson's Tale of Sand                               | Archaia Entertainment |
| 2013  | Jeff Lemire        | Jack Joseph, soudeur sous-marin (The Underwater Welder) | Top Shelf             |
| 2013  | Jeff Lemire        | Sweet Tooth                                             | Vertigo               |
| 2014  | Zviane             | Les Deuxièmes ()                                        | Pow Pow               |
| 2015  | Brian Lee O'Malley | Seconds                                                 | Random House Canada   |
| 2016  | Jillian Tamaki     | Supermutant Magic Academy                               | Drawn & Quarterly     |
| 2017  | Guy Delisle        | S'enfuir, récit d'un otage ()                           | Dargaud               |
| 2018  | Jeff Lemire        | Roughneck                                               | Gallery 13 (en)       |
| 2018  | Jeff Lemire        | Royal City no 1-8                                       | Image                 |
| 2019  | Emily Carroll      | Beneath the Dead Oak Tree                               | Shortbox              |
| 2020  | Nina Bunjevac      | Benzimena                                               | Reservoir             |
| 2021  | Michel Rabagliati  | Paul t. 9 : Paul à la maison                            | La Pastèque           |

### Dessinateur
| Année | Auteur                     | Titre                                                                               | Maison d'édition |
| ----- | -------------------------- | ----------------------------------------------------------------------------------- | ---------------- |
| 2005  | Kaare Andrews              | Docteur Octopus : Année 1 (Spiderman/Doctor Octopus: Year One)                      | Marvel           |
| 2006  | Pia Guerra                 | Y, le dernier homme                                                                 | Vertigo          |
| 2006  | Pia Guerra                 | « Love Cycle (Obsess, distress, repeat) », dans Spider-Man Unlimited vol. 3, n°10   | Marvel           |
| 2007  | Darwyn Cooke               | Batman/The Spirit                                                                   | DC               |
| 2007  | J. Bone                    | Batman/The Spirit                                                                   | DC               |
| 2008  | Dale Eaglesham             | Justice Society of America n°2-4, 6-7, 9-11                                         | DC               |
| 2009  | David Finch                | Ultimatum                                                                           | Marvel           |
| 2010  | Stuart Immonen             | Ultimate Spider-Man n°130-3, New Avengers n°55-60 et Fantastic Four n°569           | Marvel           |
| 2010  | Stuart Immonen             | « Trampoline Hall », dans The CBLDF Presents Liberty Comics t. 2                    | Image            |
| 2011  | Francis Manapul            | Adventure Comics n°6, The Flash n°1-6 et Superman/Batman n°75                       | DC               |
| 2012  | Stuart Immonen             | Fear Itself n°1-7 ; « Queen, King, Off-Suit », dans X-Men: To Serve and Protect n°4 | Marvel           |
| 2012  | Stuart Immonen             | « Say You're Dead », dans Outlaw Territory t. 2                                     | Image            |
| 2013  | Isabelle Arsenault         | Jane, le Renard et Moi ()                                                           | La Pastèque      |
| 2014  | Fiona Staples              | Saga n°9-17                                                                         | Image            |
| 2015  | Adrian Alphona             | Miss Marvel                                                                         | Marvel           |
| 2016  | Steve Skroce (en)          | We Stand on Guard                                                                   | Image            |
| 2017  | Yanick Paquette            | Batman no 49-50, Nightwing Rebirth no 1 et Wonder Woman: Earth One                  | DC               |
| 2018  | Stuart Immonen             | Amazing Spider-Man no 25-31, 789, Marvel Legacy no 1, Empress no 7                  | Marvel           |
| 2019  | Stuart Immonen             | Isola                                                                               | Image            |
| 2020  | Jamal Campbell             | Naomi et Far Sector                                                                 | DC               |
| 2020  | François Miville-Deschênes | Zaroff                                                                              | Le Lombard       |
| 2021  | Jason Fabok                | Batman: Three Jokers (en)                                                           | DC               |

### Scénariste
| Année | Auteur                 | Titre                                                                                                 | Maison d'édition |
| ----- | ---------------------- | --- | ---------------- |
| 2005  | Samm Barnes            | Doctor Spectrum                                                                                       | Marvel           |
| 2005  | Ty Templeton           | The Batman Adventures                                                                                 | DC               |
| 2006  | J. Torres (en)         | Legends of the Dark Knight, Teen Titans Go!                                                           | DC               |
| 2006  | J. Torres (en)         | Love as a Foreign Language                                                                            | Oni Press        |
| 2007  | Darwyn Cooke           | Superman Confidential n°1-2                                                                           | DC               |
| 2008  | Cecil Castellucci (en) | The P.L.A.I.N. Janes                                                                                  | Minx             |
| 2009  | Mariko Tamaki          | Skim                                                                                                  | Groundwood       |
| 2009  | Mariko Tamaki          | Emiko Superstar                                                                                       | Minx             |
| 2010  | Maryse Dubuc           | Les Nombrils t. 4 : Duel de belles ()                                                                 | Dupuis           |
| 2011  | Émilie Villeneuve      | La Fille invisible ()                                                                                 | Glénat Québec    |
| 2012  | Kurtis J. Wiebe (en)   | The Green Wake n°1-8, The Intrepids n°1-6 et « Logan's Lost Lesson » dans Marvel Holiday Special 2011 | Marvel           |
| 2013  | Fanny Britt            | Jane, le Renard et Moi ()                                                                             | La Pastèque      |
| 2014  | Kurtis J. Wiebe        | Rat Queens n°1-3, Peter Panzerfaust n°8-15, « Lonesome » dans Dia De Los Muertos n°3                  | Image            |
| 2015  | Mariko Tamaki          | Cet été-là                                                                                            | Groundwood Books |
| 2016  | Jeff Lemire            | Diverses œuvres                                                                                       | Divers           |
| 2017  | Jeff Lemire            | Diverses œuvres                                                                                       | Divers           |
| 2018  | Jim Zub (en)           | Diverses œuvres                                                                                       | Divers           |
| 2019  | Chip Zdarsky           | The Spectacular Spider-Man et Marvel Two-in-One (en)                                                  | Marvel           |
| 2020  | Mariko Tamaki          | Mes ruptures avec Laura Dean, Harley Quinn : Breaking Glass                                           |                  |
| 2021  | Kimiko Tobimatsu       | Kimiko Does Cancer: A Graphic Memoir                                                                  | Arsenal Pulp     |

### Maison d'édition
Cette catégorie a été abandonnée en 2012.
| Année | Maison d'édition                   |
| ----- | ---------------------------------- |
| 2005  | Arcana Studio                      |
| 2006  | Drawn & Quarterly                  |
| 2007  | Drawn & Quarterly                  |
| 2008  | Drawn & Quarterly                  |
| 2009  | Les 400 Coups / Mécanique générale |
| 2010  | La Pastèque                        |
| 2011  | Mécanique générale                 |

### Réalisation remarquable
Cette catégorie, nommée « Outstanding Achievement » en anglais, a été abandonnée en 2009.
- 2005 : Dave Sim et Gerhard pour avoir achevé Cerebus
- 2008 : David Watkins pour son usage pédagogique de la bande dessinée

### Prix Harry Kremer
Ce prix récompense un libraire de bande dessinée.
| Année | Nom de la librairie      | Ville                   | État                 |
| ----- | ------------------------ | ----------------------- | -------------------- |
| 2005  | Now & Then Books         | Kitchener               | Ontario              |
| 2006  | Strange Adventures       | Halifax                 | Nouvelle-Écosse      |
| 2007  | Happy Harbor             | Edmonton                | Alberta              |
| 2008  | Big B Comics             | Hamilton                | Ontario              |
| 2009  | Legends Comics and Books | Victoria                | Colombie-Britannique |
| 2010  | The Beguiling            | Toronto                 | Ontario              |
| 2011  | Planète BD               | Montréal                | Québec               |
| 2012  | Silver Snail             | Toronto                 | Ontario              |
| 2013  | Heroes Comics            | London                  | Ontario              |
| 2014  | The Comic Shop           | Vancouver               | Colombie-Britannique |
| 2015  | Amazing Stories          | Saskatoon               | Saskatchewan         |
| 2016  | Another Dimension Comics | Calgary                 | Alberta              |
| 2017  | L'Imaginaire             | Québec (Laurier Québec) | Québec               |
| 2018  | Gotham Central           | Mississauga             | Oregon               |
| 2019  | Variant Edition          | Edmonton                | Alberta              |
| 2019  | The Dragon               | Guelph                  | Ontario              |
| 2020  | Comic Book Addiction     | Whitby                  | Ontario              |

### Créateur debande dessinée en ligne
| Année | Auteur(s)         | Titre                                 |
| ----- | ----------------- | ------------------------------------- |
| 2007  | Dan Kim           | April & May & June                    |
| 2008  | Ryan Sohmer       | April & May & June                    |
| 2009  | Ryan Sohmer       | Looking for Group et Least I Could Do |
| 2009  | Lar deSouza       | Looking for Group et Least I Could Do |
| 2010  | Karl Kerschl      | The Abominable Charles Christopher    |
| 2011  | Emily Carroll     | His Face All Red et plus              |
| 2012  | Emily Carroll     | Diverses bandes dessinées de 2011     |
| 2013  | Michael DeForge   | Ant Comic                             |
| 2014  | Jayd Aït-Kaci     | The Fox Sister                        |
| 2015  | Nicole Chartrand  | Fey Winds                             |
| 2017  | Ty Templeton      | Bun Toons                             |
| 2018  | Gisèle Lagacé (d) | Ménage à 3                            |
| 2018  | Ian Boothby (s)   | Ménage à 3                            |
| 2020  | Jason Loo (d)     | Afterlift                             |
| 2020  | Chip Zdarsky (s)  | Afterlift                             |

### Dessinateur de couverture
| Année | Auteur                  | Titre                                               | Maison d'édition |
| ----- | ----------------------- | --------------------------------------------------- | ---------------- |
| 2008  | Steve Skroce            | Doc Frankenstein n°6                                | Burleyman        |
| 2009  | Niko Henrichon          | Hostile t. 1 : Impact ()                            | Dupuis           |
| 2010  | Darwyn Cooke            | Parker : Le Chasseur                                | IDW              |
| 2011  | Fiona Staples           | Diverses couvertures                                | Divers           |
| 2012  | François Lapierre       | Chroniques sauvages t. 1 : Teshkan ()               | Glénat           |
| 2013  | Mike Del Mundo          | Diverses couvertures                                | Marvel           |
| 2014  | Julie Rocheleau         | La Colère de Fantômas t. 1 : Les Bois de justice () | Dargaud          |
| 2015  | Darwyn Cooke            | Divers travaux                                      | Divers éditeurs  |
| 2017  | Michael Cho             | Divers                                              | Marvel et DC     |
| 2018  | Djibril Morissette-Phan | Chapterhouse                                        | Image            |
| 2020  | Nick Bradshaw           | Divers                                              | Marcel et DC     |

### Coloriste
Catégorie supprimée en 2012.
| Année | Auteur            | Titre                                                             | Maison d'édition |
| ----- | ----------------- | ----------------------------------------------------------------- | ---------------- |
| 2008  | Dave McCaig       | Diverses séries                                                   | Divers           |
| 2009  | François Lapierre | Magasin général t. 4 ()                                           | Casterman        |
| 2009  | François Lapierre | « Gédéon et la bête du lac » dans Contes et légendes du Québec () | Glénat           |
| 2010  | Nathan Fairbairn  | Diverses séries                                                   | Divers           |
| 2011  | Julie Rocheleau   | La Fille invisible ()                                             | Glénat           |

### Prix Dragon
Ce prix récompense un ou les auteurs d'une bande dessinée pour enfants.
| Année | Auteur                  | Titre                                               | Maison d'édition     |
| ----- | ----------------------- | --------------------------------------------------- | -------------------- |
| 2009  | Kean Soo                | Jellaby                                             | Hyperion             |
| 2010  | Svetlana Chmakova       | Nightschool                                         | Yen Press            |
| 2011  | Scott Chandler          | Three Thieves t. 1 : Tower of Treasure              | Kids Can Press       |
| 2012  | Paul Roux               | Ariane et Nicolas t. 6 : Les Toiles mystérieuses () | Les 400 coups        |
| 2013  | Joe Rioux               | Cat's Cradle t. 1                                   | Kids Can Press       |
| 2014  | Séverine Gauthier       | Couettes ()                                         | Dargaud              |
| 2014  | Minikim                 | Couettes ()                                         | Dargaud              |
| 2015  | Alex A.                 | L'Agent Jean ! t. 6 et 7 ()                         | Presses Aventure     |
| 2016  | Svetlana Chmakova       | Opération survie au collège                         | Yen Press            |
| 2017  | Eric Orchard            | Bera the One-Headed Troll                           | First Second         |
| 2018  | Paulina Ganucheau       | Another Castle                                      | Oni Press            |
| 2018  | Andrew Wheeler          | Another Castle                                      | Oni Press            |
| 2019  | Julien Paré-Sorel       | Aventurosaure, t. 1 : Le Réveil de Rex ()           | Presses Aventure     |
| 2020  | Kyo Maclear (s)         | Opératique                                          | La Pastèque          |
| 2020  | Byron Eggenschwiler (d) | Opératique                                          | La Pastèque          |
| 2021  | Gillian Goerz           | Shirley and Jamila Save Their Summer                | Penguin Random House |

### Prix Gene Day de l'auto-édition canadienne
Ce prix nommé en hommage à l'auteur Gene Day (1951-1982) récompense un auteur auto-édité. Les organisateurs des prix Shuster se sont inspirés du Prix Howard E. Day que remettaient de 2001 à 2007 Dave Sim et Gerhard dans le cadre du festival Small Press and Alternative Comics Expo, à Columbus. En 2018, une seconde catégorie du prix Gene Day a été créé pour récompenser un collectif de bande dessinée canadien.
| Année | Auteur             | Titre                                             |
| ----- | ------------------ | ------------------------------------------------- |
| 2009  | Jesse Jacobs       | Blue Winter, Shapes in the Snow                   |
| 2010  | Ethan Rilly        | Pope Hats no 1                                    |
| 2011  | John Martz         | Heaven All Day                                    |
| 2012  | Dakota McFadzean   | Ghost Rabbit                                      |
| 2013  | Cory McCallum      | The Pig Sleep: A Mr. Monitor Case                 |
| 2013  | Matthew Daley      | The Pig Sleep: A Mr. Monitor Case                 |
| 2014  | Steven Gilbert     | The Journal of the Main Street Secret Lodge       |
| 2015  | James Edward Clark | Evil n°3                                          |
| 2016  | Collectif          | Epic Canadiana no 1                               |
| 2017  | Nunumi             | Sky Rover                                         |
| 2018  | Jenn Woodall       | Marie and Worrywart                               |
| 2019  | Jamie Michaels     | Christie Pit                                      |
| 2019  | Doug Fedrau        | Christie Pit                                      |
| 2020  | Becka Kinzie       | Gehenna : Death Valley                            |
| 2021  | Elaine M. Will     | The Last Band on Earth n° 1 (Cuckoo's Nest Press) |

Prix Gene Day du recueil collectif
| Année | Directeur                    | Titre                                              | Maison d'édition |
| ----- | ---------------------------- | -------------------------------------------------- | ---------------- |
| 2018  | Hope Nicholson               | Moonshot : The Indigenous Comics Collection vol. 2 | AH Comics        |
| 2019  | Allison O'Toole              | Wayward Sisters : An Anthology of Monstrous Women  | To Comix Press   |
| 2021  | This Place: 150 Years Retold | Highwater Press                                    |                  |

### Prix T.M. Maple
Ce prix récompense « une personne (vivante ou décédée) sélectionnée parmi la communauté de la bande dessinée canadienne pour des réalisations hors de la création ou de la vente ayant eu un impact positif sur l'ensemble de la communauté ».
| Année | Lauréat | Occupation                                          | Date      |
| ----- | --- | --------------------------------------------------- | --------- |
| 2014  | Jim Burke |                                                     | 1956-1994 |
| 2014  | Debra Jane Shelly |                                                     | 1974-2014 |
| 2015  | Michael Hirsh | Historien de la bande dessinée et chef d'entreprise | 1946-     |
| 2015  | Patrick Loubert | Historien de la bande dessinée et chef d'entreprise | 1947-     |
| 2015  | Robert Charpentier | Libraire de bande dessinée                          | 1960-2014 |
| 2016  | John Bell | Collectionneur                                      | 1952-     |
| 2017  | Kenneth Ketter | Organisateur de festival                            | ?         |
| 2018  | Mark Askwith (en) | Spécialiste de la bande dessinée                    | 1956-     |
| 2019  | Jennifer Haines | Libraire de bande dessinée                          | 19??-     |
| 2020  | Aux créateurs, libraires, éditeurs, fans et toux ceux qui ont agi pour aider les autres dans la crise toujours en cours du COVID-19 durant l'année 2020 | -                                                   | -$        |
| 2021  | Bill Paul | Personnalité du fandom                              | 1955-2021 |

## Choix du public
Le vote du public n'a été utilisé que de 2006 à 2008.

### Créateur international
| Année | Auteur           | Titre                                                            | Maison d'édition |
| ----- | ---------------- | ---------------------------------------------------------------- | ---------------- |
| 2006  | Brian K. Vaughan | Les Fugitifs (Runaways)                                          | Marvel           |
| 2006  | Brian K. Vaughan | Ex Machina, Y, le dernier homme                                  | Vertigo          |
| 2007  | Brian K. Vaughan | Les Fugitifs et Docteur Strange : Le Serment (The Oath)          | Marvel           |
| 2007  | Brian K. Vaughan | Les Seigneurs de Bagdad, Ex Machina, Y, le dernier homme         | Vertigo          |
| 2008  | Ed Brubaker      | Captain America, Criminal, The Immortal Iron Fist, Uncanny X-Men | Marvel           |

### Créateur préféré (langue anglaise)
| Année | Auteur           | Titre              | Maison d'édition        |
| ----- | ---------------- | ------------------ | ----------------------- |
| 2007  | Dan Kim          | April & May & June | Kanami et Penny Tribute |
| 2008  | Faith Erin Hicks | Zombies Calling    | Slave Labor Graphics    |

### Créateur préféré (langue française)
| Année | Auteur            | Titre           | Maison d'édition |
| ----- | ----------------- | --------------- | ---------------- |
| 2007  | Michel Rabagliati | Paul à la pêche | La Pastèque      |
| 2008  | Philippe Girard   | Danger public   | La Pastèque      |

## Temple de la renommée de la bande dessinée canadienne
Chaque année, le jury des prix Shuster ajoute deux à six personnes au temple de la renommée de la bande dessinée canadienne (Canadian Comic Book Hall of Fame)
| Année | Nom                        | Dates     | Âge                         |
| ----- | -------------------------- | --------- | --------------------------- |
| 2005  | Joe Shuster                | 1914-1992 | Posthume                    |
| 2005  | Leo Bachle                 | 1926-2003 | Posthume                    |
| 2005  | Adrian Dingle              | 1911-1974 | Posthume                    |
| 2005  | Hal Foster                 | 1892-1982 | Posthume                    |
| 2005  | Ed Furness                 | 1911-2005 | Posthume                    |
| 2005  | Rand Holmes                | 1942-2002 | Posthume                    |
| 2006  | Jon St. Ables              | 1912-1999 | Posthume                    |
| 2006  | Owen McCarron              | 1929-2005 | Posthume                    |
| 2006  | Win Mortimer               | 1919-1998 | Posthume                    |
| 2006  | Dave Sim                   | 1956-     | 49 ans, 11 mois et 12 jours |
| 2007  | Albert Chartier ()         | 1912-2004 | Posthume                    |
| 2007  | Gene Day                   | 1951-1982 | Posthume                    |
| 2007  | Gerald Lazare              | 1927-     | 80 ans                      |
| 2007  | Jacques Hurtubise / ZYX () | 1950-2015 | 56 ans, 7 mois et 4 jours   |
| 2008  | Ted McCall                 | 1901-1975 | Posthume                    |
| 2008  | Pierre Fournier ()         | 1949-     | 58 ans, 6 mois et 6 jours   |
| 2008  | Stanley Berneche           | 1947-     | 61 ans                      |
| 2008  | John Byrne                 | 1950-     | 57 ans, 11 mois et 8 jours  |
| 2009  | George Menendez Rae        | 1906-1992 | Posthume                    |
| 2009  | Réal Godbout ()            | 1951-     | 58 ans                      |
| 2009  | Ken Steacy                 | 1955-     | 54 ans, 8 mois et 18 jours  |
| 2009  | Diana Schutz               | 1955-     | 54 ans, 7 mois et 25 jours  |
| 2010  | Dave Darrigo               | 1954-     | 56 ans                      |
| 2010  | Serge Gaboury ()           | 1954-     | 56 ans                      |
| 2010  | Deni Loubert               | 1951      | 58 ans, 8 mois et 6 jours   |
| 2010  | Richard Comely             | 1950-     | 59 ans, 7 mois et 27 jours  |
| 2010  | George Freeman             | 1951-     | 59 ans et 9 jours           |
| 2010  | Claude St. Aubin           | 1951-     | 58 ans, 6 mois et 6 jours   |
| 2011  | Chester Brown              | 1960-     | 51 ans, 1 mois et 2 jours   |
| 2011  | Todd McFarlane             | 1961-     | 50 ans, 3 mois et 2 jours   |
| 2013  | Vernon Miller              | 1912-1974 | Posthume                    |
| 2013  | Murray Karn                | 1924-     | 89 ans                      |
| 2013  | Arn Saba                   | 1947-     | 66 ans et 6 mois            |
| 2014  | Cy Bell                    | 1904-197? | Posthume                    |
| 2014  | Edmond Good                | 1910-1991 | Posthume                    |
| 2014  | Ty Templeton               | 1962      | 52 ans, 4 mois et 11 jours  |
| 2015  | Doris Slater               | 1918-1964 | Posthume                    |
| 2015  | James Waley                | 1951-     | 64 ans                      |
| 2016  | Tedd Steele                | 1922-1994 | Posthume                    |
| 2016  | Ley Fortune                | ?         | Posthume                    |
| 2016  | Fred Kelly                 | 1921-2005 | Posthume                    |
| 2016  | Mark Shainblum             | 1963-     | 53 ans                      |
| 2016  | Darwyn Cooke               | 1962-2016 | Posthume                    |
| 2017  | Jack Tremblay              | 1926-     | 54 ans                      |
| 2017  | Gabriel Morrissette (en)   | 1959-     | 57 ans, 10 mois et 4 jours  |
| 2017  | Lovern Kindzierski         | 1954-     |                             |
| 2017  | Julie Doucet               | 1965-     | 51 ans, 6 mois et 29 jours  |
| 2017  | Stuart Immonen             | ?         |                             |
| 2018  | Sid Barron (en)            | 1917-2006 | Posthume                    |
| 2018  | Boris ()                   | 1958-     | 60 ans                      |
| 2018  | David Boswell (en)         | 1953-     | 65 ans                      |
| 2018  | Tom Grummett               | 1959-     | 59 ans                      |
| 2019  | Al Heweston                | 1946-2004 | Posthume                    |
| 2019  | Gerhard                    | 1959-     | 60 ans                      |
| 2019  | Dale Keown                 | 1962-     | 57 ans                      |
| 2019  | Ken Lashley                | 1967-     | 52 ans                      |
| 2020  | Seth                       | 1962-     | 57 ans, 8 mois et 26 jours  |
| 2020  | Bernie Mireault            | 1961-     | 59 ans                      |
| 2020  | Ho Che Anderson            | 1969-     | 52 ans                      |
| 2020  | Denis Rodier ()            | 1963-     | 58 ans                      |
| 2020  | Ronn Sutton                | 1952-     | 69 ans                      |